# Rob Chamuleau
R.A.F.M. (Rob) Chamuleau (Maastricht, 11 november 1941–Bussum, 26 juli 2025) was een Nederlands internist en hepatoloog, bekend als pionier en autoriteit in de ontwikkeling van een bio-artificiële lever.
Als internist-hepatoloog was hij verbonden aan het Academisch Medisch Centrum (AMC) van de universiteit van Amsterdam, waar hij als academisch hoofdspecialist zich wijdde aan patiëntenzorg, onderwijs en wetenschappelijk onderzoek en met zijn team de AMC-BAL ontwikkelde.

## Levensloop
Chamuleau werd 11 november 1941 te Maastricht geboren als derde zoon van François Jean Chamuleau (1906-1974) en Elisabeth Carolina Marie van der Voort-Chamuleau (1903-1999).
Hij rondde zijn eindexamen in 1960 met lof af aan het gymnasium bèta van het Stanislascollege te Delft.
Chamuleaus liefde voor de lever is begonnen tijdens zijn studie geneeskunde aan de Universiteit van Amsterdam. Hij liep een stage op de afdeling biochemie in het lab van Joseph Tager waar hij de mitochondriale stikstofstofwisseling in de lever bestudeerde. Hij isoleerde onder andere levermitochondriën om hierin citrullineproductie (een snelheidsbepalende stap in ureumsynthese) te meten. De groten in het metabolismeonderzoek, onder wie Hans Krebs (ontdekker van de citroenzuur- en de ureumcyclus en Nobelprijswinnaar) vonden dat onderzoek in geïsoleerde mitochondriën nogal artificieel was. Op aanraden van Tager breidde Chamuleau zijn onderzoek naar het stikstofmetabolisme in de lever uit naar een experimentele opstelling van de intacte, geïsoleerd geperfundeerde rattenlever. Op dit onderzoek promoveerde hij in 1971, nadat hij zijn artsexamen in 1968 had gehaald.
Na zijn promotie werkte hij tijdens zijn militaire dienstplicht bij het Centraal Laboratorium voor de Bloedtransfusiedienst in Amsterdam. Op de afdeling cardiologie, waar onderzoek werd gedaan naar de cryopreservatie van hartcellen, hield hij zich bezig met het cryopreserveren van rattenlevers. Nadat de levers met een cryoprotectant waren geperfundeerd werden ze in vloeibare stikstof gevroren, vervolgens weer ontdooid en opnieuw geperfundeerd om te kijken naar de levensvatbaarheid en functie van de lever. De schade aan de leverfunctie was door het vriezen en ontdooien te groot en het onderzoek werd gestopt. 
Chamuleau wilde internist worden met als aandachtsgebied de hepatologie, maar de lever was geen specialisme in die tijd. Hij deed zijn opleiding Algemene Interne Geneeskunde bij dr. L. Schalm en dr K-H. Brandt, beiden internist in het gemeente ziekenhuis Arnhem in 1972-1974 en vervolgens in het Binnengasthuis in Amsterdam, bij prof. J.G.G.Borst.
Chamuleaus eerste wapenfeit in het Binnengasthuis was een succesvolle leverbiopsie onder het toeziend oog van onder andere Borst die in principe geen voorstander was van invasief onderzoek bij patiënten, tenzij het niet anders kon. Er zouden sindsdien nog meer leverbiopsieën onder lokale verdoving volgen, omdat hun diagnostische bijdrage onmisbaar was. 
In 1976 werd Chamuleau ingeschreven in het specialistenregister als algemeen internist  met een leverprofiel. Tot 2006 was hij werkzaam als algemeen internist-hepatoloog op de afdeling interne, onder leiding van prof. A.M. van Leeuwen, en de Maag-darm-lever-afdeling, onder leiding van prof. Guido Tytgat, van het AMC. Van 1978 tot 1996 was hij tevens verbonden aan het Laboratorium voor Experimentele Inwendige Geneeskunde, dat onder leiding stond van prof. J. van Gool, aanvankelijk als assistent-professor en later als associate professor. Vanuit die positie deed hij wetenschappelijk onderzoek, gaf hij onderwijs aan medische studenten en was hij copromotor bij  twintig promovendi en publiceerde hij ruim tweehonderd artikelen in internationaal peer reviewed wetenschappelijke tijdschriften. Zijn grote ideaal was de ontwikkeling van een kunstlever die levensreddend zou zijn voor patiënten met ernstig leverfalen wachtend op levertransplantatie.

### De kunstlever met xenotransplantatie
Ernstig levensbedreigend leverfalen komt voor in acute situaties, zoals een heftig verlopende virale hepatitis of overdosis paracetamol, maar ook in het kader van een decompenserende levercirrose. Levertransplantatie is dan de enig levensreddende behandeling. In Engeland werden patiënten met acuut leverfalen in de wachttijd voor een geschikt transplantaat behandeld door hun bloedcirculatie aan te sluiten op een externe kolom gevuld met actieve kool (hemoperfusie) om circulerende toxische stoffen uit het bloed te verwijderen. Deze behandeling was weinig specifiek en gaf stollingsproblemen. Mogelijk konden de stollingsproblemen opgelost door de actieve kool te voorzien van een trombocytenvriendelijke coating. Chamuleau verwierf toen in samenwerking met de TU Twente een STW-subsidie om de hemoperfusie te optimaliseren. Met succes werd actieve kool met een dunne coating ontwikkeld en getest in proefdieren. Stollingsproblemen waren opgelost, maar de aspecifieke werking niet. Hiervoor werden andere adsorbentia dan actieve kool onderzocht onder andere XAD-resin. Aspecificiteit bleef een probleem. De oplossing moest komen van een bioartificiële lever (BAL), waarbij het bloed of plasma van de patiënt buiten het lichaam werd geleid door een kolom met actieve goed functionerende levercellen. Met een MLDS-subsidie werd dat onderzoek gestart. In 1995 testte Chamuleaus promovendus Leonard Flendrig met succes de eerste AMC-BAL gevuld met varkenshepatocyten in vitro en bij ratten met acuut leverfalen. Met een Marie Curie-beurs toonde Chamuleau de effectieve en veilige werking van de AMC-BAL gevuld met varkenshepatocyten in het Cardarelli hospitaal, onder leiding van dr. F. Calise, in het Italiaanse Napels aan bij varkens met acuut leverfalen. Dit succes werd gevolgd door Fase I/IIa-studie in Napels en Rome bij veertien patiënten met acuut leverfalen: dertien patiënten werden succesvol overbrugd naar transplantatie en één patiënt kon na de behandeling zelfs naar huis zonder levertransplantatie. In 2000 werd echter een Europees moratorium op klinische toepassing van xenotransplantatie ingesteld, waardoor het onderzoek rondom de BAL met varkenshepatocyten stil viel.

### De kunstlever met menselijke levercellen
In 2001 werd onder Chamuleau Hep-Art Medical Devices BV opgericht, een spin-offbedrijf van het AMC, dat de bioartificiële lever verder zou ontwikkelen. Maar vanwege het ingestelde moratorium kon het onderzoek alleen maar succesvol worden als de BAL gevuld kon worden met voldoende functionerende menselijke levercellen. Die waren op dat moment onvoldoende voorhanden. De oplossing moest gezocht worden in een goed functionerende humane levercellijn. In 2012 slaagde het team er inderdaad in onder leiding van postdoc Ruurdtje Hoekstra een bestaande humane levercellijn (HepaRG) geschikt te maken voor de AMC-BAL. Effectiviteit en veiligheid werd aangetoond bij ratten met acuut leverfalen door promovendus Geert Nibourg. In samenwerking met de Royal Infirmary of Edinburgh, onder leiding van prof. John Plevris, een ziekenhuis dat veel onderzoek doet naar acuut leverfalen, begon Chamuleau in 2014 met zijn onderzoeksteam de BAL met HepaRG-cellen bij varkens testen. Hierna werden de voorbereidingen getroffen voor een Fase I/II trial bij patiënten met acuut leverfalen wachtend op transplantatie.
De AMC-BAL kende zijns gelijke niet ondanks competitie uit de hele wereld. Helaas kende het opschalen van de HepaRG cellen tot grote hoeveelheden (een BAL zou circa 14-20 miljard levende cellen moeten bevatten, gekweekt onder Good Manufacturing Practice, GMP) grote en aanvankelijk onoplosbare problemen. Meer ontwikkeling en geld was nodig om dit op te lossen. Pogingen om verdere financiering te verwerven  via venture capitalists en/of overheids- of EU-subsidies waren ontoereikend en Anno 2021 is de onderzoeksgroep van Chamuleau, die inmiddels 15 jaar had doorgewerkt na zijn pensioen in 2006, met het BAL-onderzoek moeten stoppen.

## Nalatenschap
Chamuleaus wetenschappelijke output is terug te vinden in ruim 200 publicaties in internationaal gerefereerde tijdschriften. Inclusief het kunstleveronderzoek superviseerde hij 19 promovendi bij hun promotieonderzoek tot doctor in de geneeskunde aan de universiteit van Amsterdam. Met die onderzoekingen leverde hij belangrijke bijdragen aan de pathophysiologie van hepatische encefalopathie, fibrose van de lever onder cholestatische condities, de behandeling van chronische hepatitis B en C, de regulatie van genexpressie in de lever in vivo tijdens leverregeneratie en de ontwikkeling van hepatocellulair carcinoom. De verbetering van levercelkweken onder 3D-omstandigheden en dynamische in plaats van statische condities. Hij was de eerste die magnetische resonantiespectroscopie toepaste, samen met de TU Delft, waar dr W.M.M.J. Bovée betrokken was, bij onderzoek naar het mechanisme van levercoma bij het proefdier en later bij de mens. Ook was hij de eerste die de ademanalyse van volatile organic compounds toepaste als diagnosticum voor acuut leverfalen in de rat.

## Publicaties
- Chamalaun (Chamuleau) RAFM, Tager JM. Nitrogen metabolism in the perfused rat liver. Biochim Biophys Acta 1970; 222: 119-134.
- Chamuleau RAFM, Popken RJ, Beyerbach EC, de Koning HWM. Problems in treating experimentally induced acute hepatic failure by hemoperfusion or cross circulation. Hepatology  1983; 3: 696‑700.
- Bosman DK, De Haan JG. Smit J, et al. Metabolic activity of microcarrier attached liver cells after intraperitoneal transplantation during severe liver insufficiency in the rat. J Hepatol 1989; 9: 49-58.
- Meijer AJ, Lamers WH, Chamuleau RAFM. Nitrogen metabolism and ornithine cycle function. Physiol Reviews 1990; 70:  701-748.
- Bosman DK, Deutz NEP, De Graaf AA, et al.  Changes in brain metabolism during hyperammonemia and acute liver failure: results of a comparative 1H-NMR spectroscopy and biochemical investigation. Hepatology 1990;12: 281-290.
- Bosman DK, van den Buijs CACG, de Haan JG, et al. The effects of benzodiazepine receptor antagonists and partial inverse agonists on acute hepatic encephalopathy in the rat. Gastroenterology 1991; 101: 772-781.
- Wagenaar GTM, Chamuleau RAFM, de Haan JG, et al.  Experimental evidence that the physiological position of the liver within the circulation is not a major determinant for the maintenance of zonation of gene expression. Hepatology 1993; 18: 1144-1153.
- Flendrig LM., la Soe JW., Jorning GGA., et al. In vitro evaluation of a novel bioartificial liver system based on a spirally nonwoven polyester matrix for high density hepatocyte culture as small aggregates. J Hepatol 1997; 26:1379-1392
- Vogels BAPM., Maas MAW., Daalhuisen J., et al. Memantine, a non-competitive NMDA receptor antagonist improves hyperammonemia-induced encephalopathy and acute hepatic encephalopathy. Hepatology 1997; 25:820-827
- Ter Borg F. ten Kate FJW, Cuypers HTM  et al, The relationship between laboratory test results and histological hepatitis activity in HBsAg positive, anti HBe positive individuals. The Lancet 1998, 351; 1914-1918.
- Van der Vliet HN, Groenink Sammels M, Leegwater ACJ, et al. Apolipoprotein A-V. A novel apolipoprotein associated with an early phase of liver regeneration. J Biol Chem 2001;276:44512-44520.
- Maarten-Paul van de Kerkhove, Ernesto Di Florio, Vincenzo Scuderi, et al.  Phase I clinical trial with the AMC Bioartificial liver.  Int J Artif Organs, 2002; 25: 950-959
- Van de Kerkhove M-P, Hoekstra R. Chamuleau RAFM, van Gulik TM. Clinical application of bioartificial liver support systems. Annals of Surgery, 2004; 240(2): 216-230.
- Van de Kerkhove M-P, Germans MR, Deurholt T, et al. Evidence for Galalfa (1-3)Gal expression on primary porcine hepatocytes: implications for bioartificial liver systems. J Hepatol 2005, 42: 541-547.
- Guy Mareels, PPC Poyck, S. Eloot, D.S. et al. Three-dimensional numerical modeling and computational fluid dynamics simulations to analyze and improve oxygen availability in the AMC bioartificial liver.  Ann. Biomed. Eng. 2006; 34(11): 1729-1744.
- Poyck, P.P.C., Pless, G., Hoekstra, R., et al. First in vitro Comparison of Two Bioartificial Liver Support Systems: MELS CellModule and AMC-BAL. Int. J. Artif. Organs, 2007; 30(3): 183-191
- Paul P.C. Poyck, Ruurdtje Hoekstra, Albert C.W.A van Wijk, et al. Functional and morphological comparison of three primary liver cell types cultured in the AMC bioartificial liver. Liver Transplantation, 2007;13(4):589-598
- Paul P.C Poyck, Ruurdtje Hoekstra, Aniska Chhatta, et al. Time-related  analysis of metabolic liver functions, cellular morphology and gene  expression of hepatocytes cultured in the AMC-BAL, Tissue Engineering 2007; 13(6): 1235-46
- Paul P.C Poyck, Albert C.W.A. van Wijk, Tessa V. van der Hoeven, et al. Evaluation of a new immortalized human fetal liver cell line (cBAL111) for application in bioartificial liver. J Hepatol, 2008; 48(2): 266-275
- Ruurdtje Hoekstra, Geert A.A. Nibourg, Tessa V. van der Hoeven, et al. The HepaRG cell line is suitable for bioartificial liver application. Int J of Biochem. and Cell Biol. 2011;43:1483-1489
- Geert A.A. Nibourg, RAFM Chamuleau, TV van der Hoeven et al. Liver progenitor cell line HepaRG differentiated in a bioartificial liver effectively supplies liver support to rats with acute live failure. PlosOne 2012; 7(6): e38778
- Kama A. Wlodzimirow, Saeid Eslami, Ameen Abu-Hanna et al. A systematic review on prognostic indicators of acute on chronic liver failure and their predictive value for mortality. Liver international 2012; DOI: 10.1111/j.1478-3231.2012.02790.x
- K.A Wlodzimirow, A. Abu-Hanna, M.J. Schulz et al. Exhaled breath analysis with electronic nose technology for detection of acute liver failure in rats. Biosensors and Bioelectronics 2014;53:129-134
- Martien van Wenum, Aziza A.A. Adam, Theodorus B.M. Hakvoort et al. Selecting cells for bioartificial liver devices and the importance of 3D culture environment: a functional comparison between the HepaRG and C3A cell lines. Int J Biological Sciences 2016;12(8):964-978
- Vincent A. van der Mark, D. Rudi de Waart, Valery Shevchenko et al. Stable overexpression of the constitutive androstane receptor reduces the requirement for culture with dimethyl sulfoxide for high drug metabolism in HepaRG cells. Drug Metabolism and Disposition 2017;45:56-67
- Aziza A.A. Adam, Martien van Wenum, Vincent A. van der Mark et al. AMC-Bio-Artificial liver culturing enhances mitochondrial biogenesis in human liver cell lines: the role of oxygen, medium perfusion and 3D configuration. Mitochondrion 2018;39:30-42
- Aziza A.A.Adam,Vincent A van der Mark, Joanne M.Donkers et al. A practice-changing culture method relying on shaking substantially increases mitochondrial energy metabolism and functionality of human liver cell lines. PlosOne 2018; 13(4): e0193664
- Robert A.F.M. Chamuleau and Ruurdtje Hoekstra. End-stage liver failure: filling the treatment gap at the intensive care. J Artif Organs 2020;23:113-123
- Rob Chamuleau en Janus Oomen (2020), Liber Amicorum Hepatis - How liver affects life, Nederhorst den Berg: Dunnebier Print BV.